# Swertia crassiuscula
Swertia crassiuscula är en gentianaväxtart. Swertia crassiuscula ingår i släktet Swertia och familjen gentianaväxter.

## Underarter
Arten delas in i följande underarter:
- S. c. crassiuscula
- S. c. robusta
- S. c. leucantha